# Hilara commiscibilis
Hilara commiscibilis är en tvåvingeart som beskrevs av Collin 1941. Hilara commiscibilis ingår i släktet Hilara och familjen dansflugor. Inga underarter finns listade i Catalogue of Life.